# 溪湖果菜市場
溪湖果菜市場是位於彰化縣溪湖鎮的農產品交易市場，為台灣中部重要的果菜交易市場，農民清晨時分便由彰化、雲林各地運來各種蔬果，在市場交易給果菜商後，再運往台北等各大城市，是台灣最重要的農產品交易中心之一。
因為地理位置的關係，溪湖鎮自清朝光緒末年以來，便形成一交易的市集。中華民國接管臺灣後，溪湖果菜市場的前身溪湖果菜交易場是由溪湖鎮公所所經營。1986年改制為彰溪果菜市場股份有限公司，由溪湖鎮農會與溪湖鎮公所共同管理至今。
目前溪湖果菜市場每天都有各種當季果菜在此交易，週邊並發展成小吃攤與溪湖羊肉爐店家以及蔬果零售商的集散地。

## 外部連結
- 溪湖鎮果菜市場股份有限公司的Facebook專頁
- 台灣公司資料 （页面存档备份，存于）